# Logis de Saint-Amant-de-Bonnieure
Le logis de Saint-Amant-de-Bonnieure abrite maintenant la mairie de Saint-Amant-de-Bonnieure en Charente.

## Historique
Ce logis aurait été construit au XVe siècle par Guy Dexmier seigneur de Saint-Amant. Il passa par succession et mariage puis fut vendu en 1780 par Jacques Rioux au marquis Pierre de Montalembert.
Le logis de Saint-Amant-de-Bonnieure abrite maintenant la mairie
Il a été classé monument historique le 21 mars 1983.

## Architecture

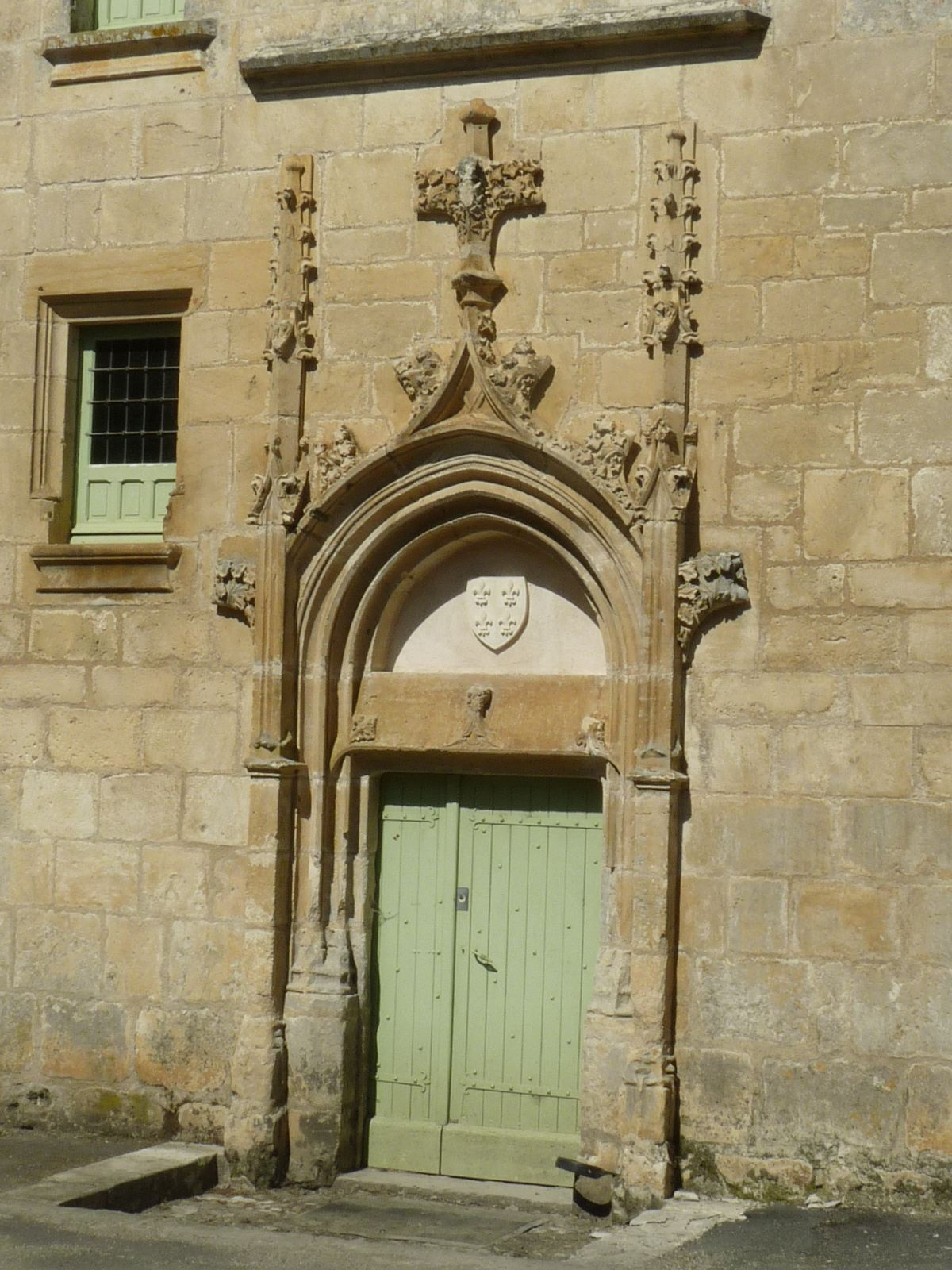
La porte de style gothique.

Le logis  est constitué de deux corps de bâtiments en équerre datant du XVe siècle avec des fenêtres à  moulures et une porte principale de style gothique flamboyant, encadrée de pinacles et surmontée d'un gâble orné d'un fleuron. La porte cochère est surmontée d'un écusson martelé.
La tourelle comporte un escalier à vis. La charpente et les poutres peintes de la grande salle du rez-de-chaussée sont remarquables et ont été elles aussi classés monument historique par l'arrêté du 21 mars 1983.